# گرسنگی (فیلم ۱۹۸۳)
گرسنگی (انگلیسی: The Hunger) فیلمی در ژانر ترسناک به کارگردانی تونی اسکات است که در سال ۱۹۸۳ منتشر شد. این فیلم خارج از رقابت در جشنواره فیلم کن ۱۹۸۳ نمایش داده شد.

## بازیگران
- کاترین دنو
- دیوید بویی
- سوزان ساراندون
- دن هدایا
- بسی لاو
- آنا مگنوسون